# 쟈니로얄
쟈니로얄(Johnny Royal)은 대한민국의 하드코어 밴드이다. 신형수(보컬), 김대호(보컬), 김환(기타), 최규철(드럼), 안경순(베이스), 이정민(기타)으로 구성되었다. 1997년 결성이후, 펜타포트 록페스티벌, 지산락페스티벌, 부산국제록페스티벌 등 대형 록페스티벌 무대에 모두 오르는 등 1000회 가까운 공연을 해왔다. 2000년도 이후 일본 락씬과도 꾸준한 교류를 진행하고 있으며 70여 회 이상의 일본 공연을 펼쳐오고 있다.

## 밴드명의 기원
팀 이름 쟈니로얄은 멤버들이 좋아하는 비스티보이즈의 노래 중에 나오는 말로 철자는 다르지만 어감이 좋아서 발음을 그대로 따온 거라고 한다. 미국에서 평범한 사람들을 칭하는 쟈니(Johnny)와 '왕실의 피를 받은' 사람들을 의미하는 '로얄(Royal)'이 결합된 'Johnny Royal'은 서로 다른 두 부류, 즉 잘 사는 사람, 못 사는 사람을 모두 아울러 함께 놀아보자는 의미로 결성되었다.

## 구성원

### 현재
- 신형수 - 보컬
- 김대호 - 보컬
- 김환 - 기타
- 최규철 - 드럼
- 안경순 - 베이스
- 이정민 - 기타

### 이전
- 김형래 - 보컬
- 준다이 - 보컬
- 김도형 - 턴테이블
- 이동훈 - 드럼

## 음반 목록

### 정규 음반
1. 《Follow My Back》 (2002년)
2. 《Louder Than Words》 (2008년)

### 기타
- 《수원 그랑블루 2010》 (2010년)
- 《The Early Years (Collection)》 (2006년)
- 《10 Templates Vol.2》 (2001년 / 일본 VAP)
- 《아워 네이션 4집》 (2000년)
- 《조선펑크》 (1999년)

## IX Crew
쟈니로얄을 주축으로 비셔스글레어·배드아이돌즈·분노폭발·블랙플랏·러스티벨·베이스먼트킬러와 같은 밴드들과 그외 하드코어 밴드·키드들의 모임 집단이다.

## 김환아트닷컴
쟈니로얄의 리더이자 기타리스트 김환이 운영중인 비주얼 프로덕션. 뮤직비디오 촬영/제작이 주분야이며, 그외 음악관련 각종 디자인 작업을 하고 있다.